# Axel Liljefalk
Axel Theodor Larsen Liljefalk, född 15 oktober 1848, död 28 april 1915, var en dansk militär och krigshistoriker.
Liljefalk blev officer 1868, överste och regementschef 1902 och erhöll avsked 1908. Liljefalk var en flitig militär författare och tog livligt del i försvarsrörelsen. Han utgav Kalmarkrigen (1889), Dansk-norska Heltehistorier 1536-1864 (4 band, 1893-96), Kejserkrigen (2 band, 1896-1902), Daniel Rantzau (1898) och Vor sidste Kamp of Sønderjylland (1904, tillsammans med O. Lütken).

## Utmärkelser
- Riddare av Dannebrogorden,  1892[2]
- Dannebrogsmännens hederstecken,  1898[2]

[Redigera Wikidata]